# Mdina
Mdina, anomenada també Città Vecchia o Città Notabile, va ser fundada pels fenicis al 700 aC en un dels punts més alts de l'illa i allunyada de la mar, la qual cosa suposava un lloc molt estratègic des d'un punt de vista militar. Va ser l'antiga capital de Malta fins a l'arribada de l'orde de Sant Joan de Jerusalem a l'illa. Està situada al centre del país, lleugerament elevada i emmurallada. Al seu interior, s'hi pot trobar la cocatedral de Sant Pau, així com una interessant xarxa de carrers medievals amb diferents palaus. En el cens de 2005, incloïa només 258 habitants, ja que el terme sols és la ciutat pròpiament, que ocupa 2,5 km². D'aquí que també se l'anomeni la ciutat silenciosa, perquè és molt i molt tranquil·la, per bé que també és bastant turística.
El 1693, va patir un terratrèmol que va fer que bona part de la ciutat quedés destruïda i els cavallers hospitalers van decidir reconstruir la catedral i part de les muralles en estil barroc.
L'accés a la ciutat es fa per un pont de pedra que finalitza en una porta custodiada per dos lleons que sostenen l'escut maltès.
La bellesa d'aquesta ciutat l'ha convertit en una localització de la sèrie televisiva Joc de Trons.

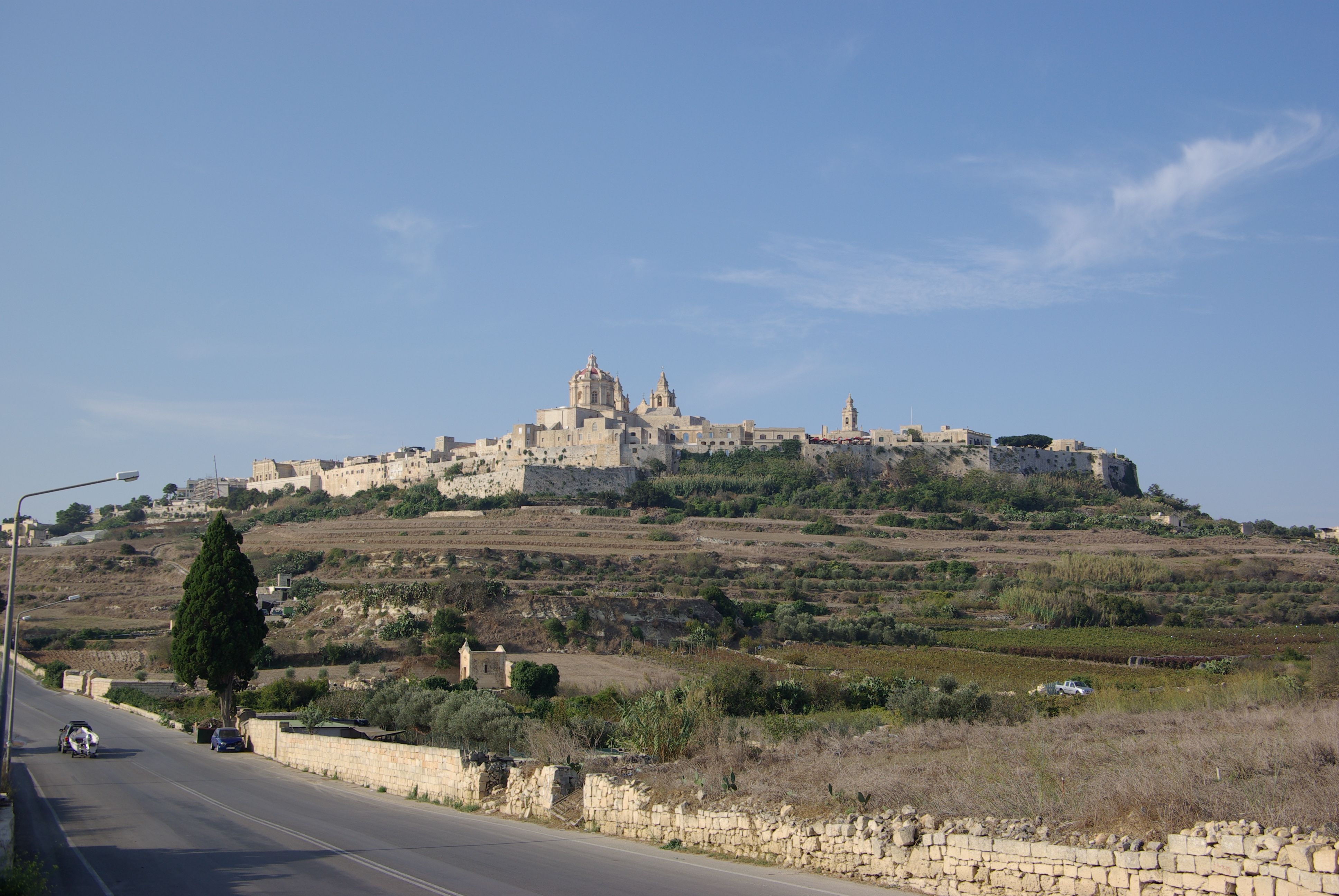
Vista general

## Llocs d'interès
- Cocatedral de Sant Pau.

### Palazzo Falson

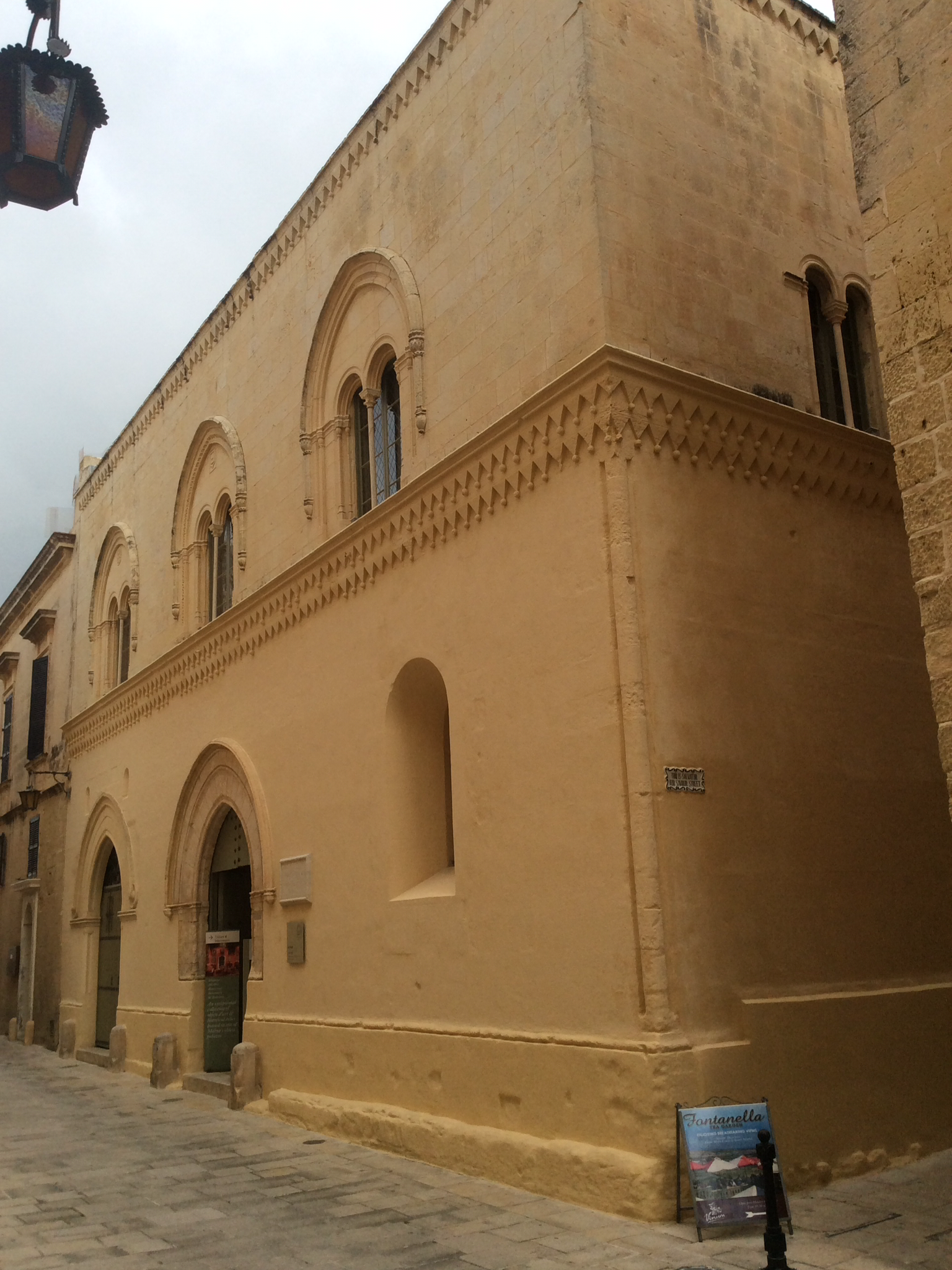
Palazzo Falson

El Palazzo Falson va ser la casa del capità Olof Frederick Gollcher OBE (1889-1962), fill d'un pròsper marí mercant d'ascendència sueca. Gollcher era un artista, erudit i filantrop, però també era un sagaç col·leccionista d'objectes d'art i històrics. Aquest palau no sols era casa seva, sinó també un lloc per als seus treballs sobre art i antiguitats. Allà va passar molts anys afegint i reordenant les seves col·leccions. Després de la mort de Gollcher el 1962, la casa i el seu contingut varen passar amb el temps a la Fundació Artística i Arqueològica Capità O. F. Gollcher OBE.
El 2001 la Fondazzjoni Patrimonju Malti (Fundació del Patrimoni de Malta) va arribar a un acord de gestió amb la Fundació Gollcher, i va procedir a restaurar el palau i tot el seu contingut, complint així el desig de Gollcher que el públic pogués accedir a aquest tresor únic i extraordinari.
El Palazzo Falson és un típic palau medieval de dos pisos a l'estil dels que es construïen a Sicília en aquest període, i és un dels imponents palaus aixecats per la noblesa siciliana, espanyola i local a Mdina. El palau consisteix en una sèrie d'habitacions al voltant d'un pati interior i a sobre una planta noble que era l'habitatge originari. Data del segle xiii i la planta baixa era utilitzada de magatzem o estables.